# Lopiceros forensia
Lopiceros forensia är en kräftdjursart som beskrevs av Barnard 1961. Lopiceros forensia ingår i släktet Lopiceros och familjen Oedicerotidae. Inga underarter finns listade i Catalogue of Life.